# لوید بنتسن
لوید بنتسن (به انگلیسی: Lloyd Bentsen) سناتور سابق عضو حزب دموکرات ایالات متحده آمریکا بود. وی در سال ۱۹۷۱ تا ۱۹۹۳ میلادی سناتور ایالت تگزاس در سنای ایالات متحده آمریکا بود.